# 格魯埃河

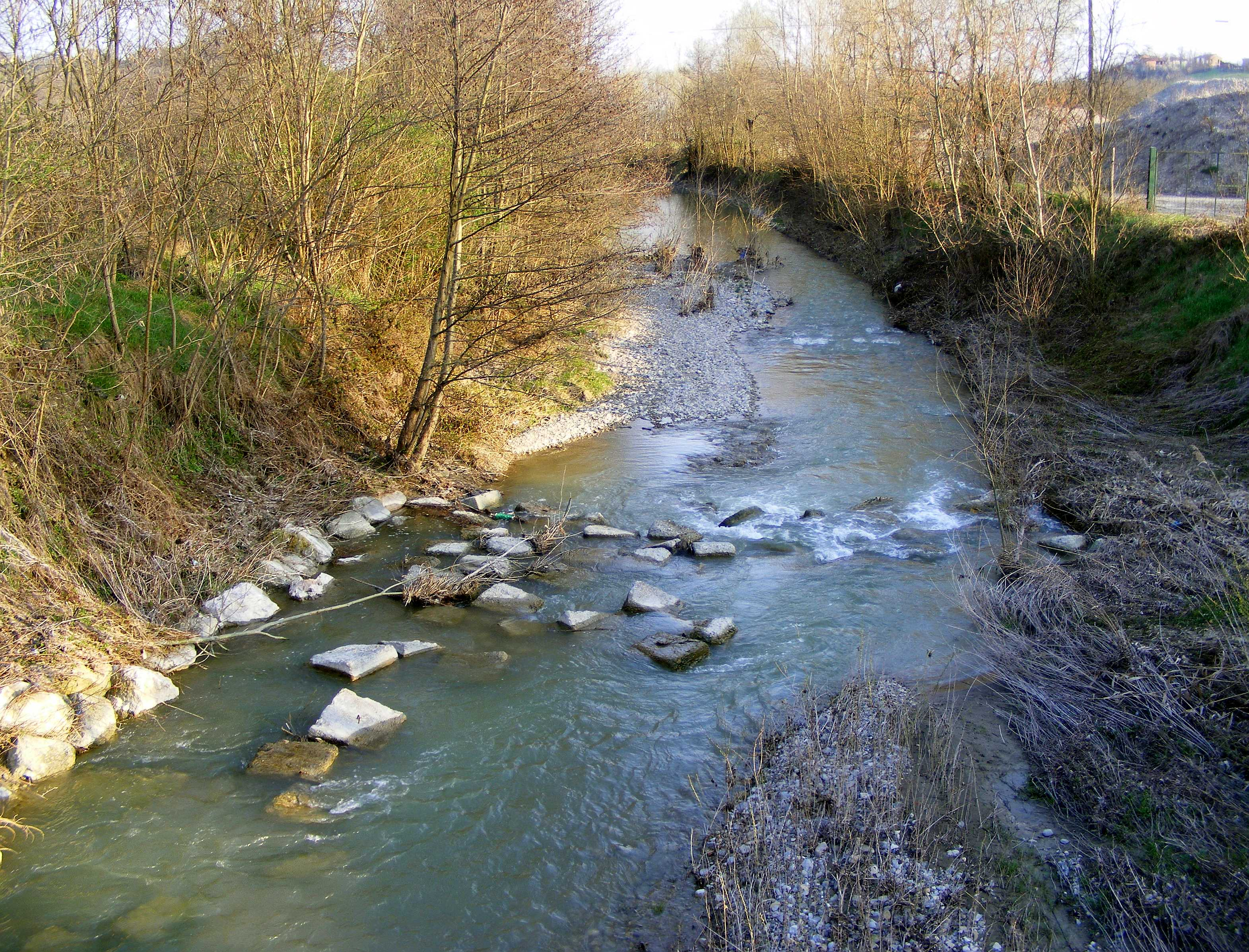

格魯埃河是意大利的河流，位於該國西北部亞歷山德里亞省，屬於斯克里維亞河的右支流，河道全長33公里，流域面積100.8平方公里，平均流量每秒1.78立方米，最終注入波河。